# Бестоголово
Бестоголово — деревня в Будогощском городском поселении Киришского района Ленинградской области.

## История

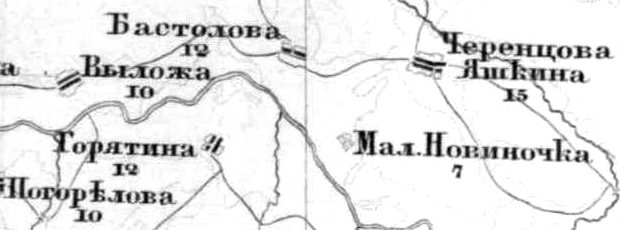
Деревня Бестоголово на карте 1872 года

На карте Ф. Ф. Шуберта 1872 года упоминается как деревня Бастолова, состоящая из 12 крестьянских дворов.

БЕСТОГОЛОВО — деревня Федосельского общества, прихода села Бутково.

Крестьянских дворов — 15. Строений — 44, в том числе жилых — 20. Мелочная лавка.

Число жителей по семейным спискам 1879 г.: 38 м. п., 41 ж. п.; по приходским сведениям 1879 г.: 41 м. п., 47 ж. п.

Сборник Центрального статистического комитета описывал её так:

БЕСТОГОЛОВА — деревня бывшая владельческая при реке Пчёвже, дворов — 14, жителей — 70; лавка. (1885 год)

В конце XIX века деревня административно относилась к Недашецкой волости 1-го стана, в начале XX века — Недашецкой волости 4-го стана 3-го земского участка Тихвинского уезда Новгородской губернии.

БЕСТОГОЛОВО — деревня Среднельского сельского общества, дворов — 15, жилых домов — 26, число жителей: 47 м. п., 59 ж. п. 

Занятия жителей — земледелие, лесные заработки. Река Пчёвжа. Часовня, земская школа. (1910 год)

Согласно карте Петроградской и Новгородской губерний 1915 года деревня называлась Бестоголова и насчитывала 12 дворов.
С 1917 по 1918 год деревня Бестоголово входила в состав Недашецкой волости Тихвинского уезда Новгородской губернии.
С 1918 года в составе Череповецкой губернии.
С 1927 года в составе Лашинского сельсовета Будогощенского района.
С 1928 года в составе Званковского сельсовета.
С 1932 года в составе Киришского района.

Деревня Бестоголово на карте 1932 года

Согласно карте Ленинградской области Северо-западного аэрогеодезического треста ГГУ издания 1932 года деревня насчитывала 13 крестьянских дворов.
По данным 1933 года деревня называлась Бестогалово и входила в состав Званского сельсовета Киришского района.
Согласно переписи населения СССР 1939 года население деревни Бестоголово составляли 36 мужчин и 45 женщин, всего 81 человек.
С 1963 года в составе Волховского района.
С 1965 года вновь в составе Киришского района.
По данным 1966 года деревня Бестоголово также входила в состав Званковского сельсовета.
По данным 1973 и 1990 годов деревня Бестоголово входила в состав Будогощского сельсовета.
В 1997 году в деревне Бестоголово Будогощской волости проживали 92 человека, в 2002 году — 75 (русские — 99 %).
В 2007 году в деревне Бестоголово Будогощского ГП проживали 87 человек, в 2010 году — 62.

## География
Деревня расположена в юго-восточной части района на автодороге 41К-547 (Будогощь — Половинник).
Расстояние до административного центра поселения — 12 км.
Расстояние до ближайшей железнодорожной станции Будогощь — 13 км.
Деревня находится на правом берегу реки Пчёвжа.

## Демография
| 1879 | 1885 | 1910 | 1997 | 2002 | 2007 | 2010 |
| ---- | ---- | ---- | ---- | ---- | ---- | ---- |
| 79   | ↘70  | ↗106 | ↘92  | ↘75  | ↗87  | ↘62  |
| 2017 |      |      |      |      |      |      |
| ↗81  |      |      |      |      |      |      |

### Национальный состав
Согласно данным Всероссийской переписи населения 2021 года в деревне проживали 36 человек, из них:
 русские — 32,  остальные национальность не указали.

## Улицы
Песчаный переулок, Прибрежная, Садовая, Тихая, Центральная.